# Festival de Ball d'Eurovisió
El Festival de Ball d'Eurovisió (Eurovision Dance Contest, en anglès), també promocionat per TVE a Espanya com Eurodance, va ser un esdeveniment organitzat per la Unió Europea de Radiodifusió que va celebrar la seva primera edició l'1 de setembre de 2007 a Londres amb un format similar al Festival de la cançó d'Eurovisió, en el qual una parella de cada país participant havia de ballar dos balls diferents, i després serien votats pels altres països com en Eurovisió.

## Antecedents
El programa estava basat en Strictly Come Dancing, un concurs de ball entre països que va organitzar la BBC basat en un altre programa seu, Come Dancing. De Come Dancing es va fer també la versió Dancing with the stars (¡Mira quién baila!). El fet que el Festival de Ball d'Eurovisió estigui basat en un programa britànic donaria dret a la BBC a organitzar els dos primers festivals.

## Seus
| Any  | País        | Ciutat  | Lloc                                         | Participants |
| ---- | ----------- | ------- | -------------------------------------------- | ------------ |
| 2007 | Regne Unit  | Londres | BBC Television Centre                        | 16           |
| 2008 | Regne Unit  | Glasgow | Scottish Exhibition and Conference Centre    | 14           |
| 2009 | Azerbaidjan | Bakú    | Complex Esportiu i de Concerts Heydər Əliyev | Cancel·lat   |

## Guanyadors
| Any  | País      | Ball                            | Intèrpret                         | Punts | Marge | Segon lloc | Tercer lloc | Data                  |
| ---- | --------- | ------------------------------- | --------------------------------- | ----- | ----- | ---------- | ----------- | --------------------- |
| 2007 | Finlàndia | Rumba & Pasdoble                | Jussi Väänänen & Katja Koukkula   | 132   | 11    | Ucraïna    | Irlanda     | 1 de setembre de 2007 |
| 2008 | Polònia   | Rumba, Txa-txa-txa & Jazz Dance | Edyta Herbuś &amp; Marcin Mroczek | 154   | 33    | Rússia     | Ucraïna     | 6 de setembre de 2008 |

## Londres 2007
El Festival de ball d'Eurovisió 2007 es va celebrar l'1 de setembre de 2007 a Londres, Regne Unit, i va estar presentat per Graham Norton i Claudia Winkleman en anglès i francès (al principi no es va voler fer-ho en francès, perquè França no hi va participar), a més de comptar amb Enrique Iglesias com a artista convidat. Els guanyadors van ser la parella de Finlàndia amb 132 punts.

### Participants
| #  | País          | Ballarins                                     | Estils                  | Posició | Punts |
| -- | ------------- | --------------------------------------------- | ----------------------- | ------- | ----- |
| 1  | Suïssa        | Denise Biellmann i Sven Ninnemann             | Pasdoble i swing        | 16      | 0     |
| 2  | Rússia        | Mariya Sittel i Vladislav Borodinov           | Rumba i tsyganochka     | 7       | 72    |
| 3  | Països Baixos | Alexandra Matteman i Redmond Valk             | Txa-txa-txa i rumba     | 12      | 34    |
| 4  | Regne Unit    | Camilla Dallerup i Brendan Cole               | Rumba i showdance       | 15      | 18    |
| 5  | Àustria       | Kelly i Andy Kainz                            | Jive i pasdoble         | 6       | 74    |
| 6  | Alemanya      | Wolke Hegenbarth i Oliver Seefeldt            | Samba i showdance       | 8       | 59    |
| 7  | Grècia        | Ourania Kolliou i Spiros Pavlidis             | Jive i sirtaki          | 13      | 31    |
| 8  | Lituània      | Gabrielė Valiukaitė i Gintaras Svistunavičius | Pasdoble i folk lituà   | 11      | 35    |
| 9  | Espanya       | Amagoya Benlloch i Abraham Martínez           | Txa-txa-txa i pasdoble  | 10      | 38    |
| 10 | Irlanda       | Nicola Byrne i Mick Donegan                   | Jive i balls irlandesos | 3       | 95    |
| 11 | Polònia       | Katarzyna Cichopek i Marcin Hakiel            | Txa-txa-txa i showdance | 4       | 84    |
| 12 | Dinamarca     | Mette Skou Elkjær i David Jørgensen           | Rumba i showdance       | 9       | 38    |
| 13 | Portugal      | Sónia Araújo i Ricardo Silva                  | Jive i tango            | 5       | 74    |
| 14 | Ucraïna       | Yulia Okropiridze i Illya Sydorenko           | Quickstep i showdance   | 2       | 121   |
| 15 | Suècia        | Cecilia Ehrling i Martin Lidberg              | Pasdoble i disco fusion | 14      | 23    |
| 16 | Finlàndia     | Jussi Väänänen i Katja Koukkula               | Rumba i pasdoble        | 1       | 132   |

### Retransmissió
Les televisions d'Albània, Armènia, Belarús, Bòsnia i Hercegovina, Xipre, Islàndia, Israel i República de Macedònia (avui, Macedònia del Nord) van emetre el festival sense participar ni votar.
En el costat oposat, Grècia no va emetre el festival en directe a causa de la situació d'emergència provocada pels incendis que patia.
Croàcia va voler participar-hi al principi, però no va poder fer-ho per problemes econòmics.

## Glasgow 2008
El segon Festival d'Eurovisió de Ball es va celebrar a Glasgow (Escòcia) el 6 de setembre de 2008.
Hi van participar 14 països i entre les novetats per a aquesta edició es trobaven la incorporació d'un jurat d'experts que donaria el seu veredicte al costat del televot dels teleespectadors. Aquest jurat estava compost per quatre membres: Gladys Tay (Singapur), Barbara Nagode Ambroz (Eslovènia), Michelle Ribas (França) i Sven Trout (Alemanya). Altra de les novetats que es van introduir en aquesta ocasió va ser que el país que resultés guanyador del certamen seria l'amfitrió i l'encarregat d'organitzar la propera edició. Fins al moment, les dues vegades havia tingut lloc al Regne Unit, ja que la idea inicial d'aquest concurs va sorgir de la BBC.
Els presentadors d'aquesta edició van ser, com en l'anterior edició, Graham Norton i Claudia Winkleman, i el certamen va tenir lloc al Scottish Exhibition and Conference Centre.
Com a curiositat, en la celebració de l'esdeveniment, cal destacar l'equivocació a l'hora d'emetre els vots, ja que Polònia havia de votar abans que Ucraïna, i aquesta, la hi va avançar, de manera que va deixar la portaveu polonesa una mica confusa.
D'altra banda, hi va debutar l'Azerbaidjan i no hi van participar ni Alemanya, ni Suïssa ni Espanya, encara que aquesta última va haver d'emetre, segons la UER, el festival "pel benefici dels espectadors espanyols" a través del canal La 2.

### Participants
| #  | País          | Ballarins                                | Estils                                                           | Posició | Punts |
| -- | ------------- | ---------------------------------------- | ---------------------------------------------------------------- | ------- | ----- |
| 01 | Suècia        | Jeanette Carlsson i Danny Saucedo        | Txa-txa-txa                                                      | 12      | 38    |
| 02 | Àustria       | Nicole Kuntner i Dorian Steidl           | Slowfox i Jive                                                   | 13      | 29    |
| 03 | Dinamarca     | Katja Svensson i Patrick Spiegelberg     | Fusió de Samba, Tango, Pasdoble i Jazz Dance Contemporani        | 6       | 102   |
| 04 | Azerbaidjan   | Anna Sazhina i Eldar Dzhafarov           | Fusió de Pasdoble, ball folk nacional àzeri, Rumba i Tango       | 5       | 106   |
| 05 | Irlanda       | Dearbhla Lennon i Gavin O Fearraigh      | Pasdoble i Rumba                                                 | 11      | 40    |
| 06 | Finlàndia     | Maria Lund i Mikko Ahti                  | Tango                                                            | 10      | 44    |
| 07 | Països Baixos | Roemjana de Haan i Thomas Berge          | Rumba i Showdance                                                | 14      | 1     |
| 08 | Lituània      | Rūta Ščiogolevaitė i Deivydas Emškauskas | Estil lliure de Rumba, Txa-txa-txa i elements acrobàtics         | 4       | 110   |
| 09 | Regne Unit    | Vincent Simone i Louisa Lytton           | Fusió de Pasdoble, Tango i Jive                                  | 9       | 47    |
| 10 | Rússia        | Alexander Litvinenko i Tatiana Navka     | Fusió de Txa-txa-txa, Samba, Rumba, Pasdoble i ball rus nacional | 2       | 121   |
| 11 | Grècia        | Jason Roditis i Tonia Kosovich           | Fusió de ritmes llatins                                          | 7       | 72    |
| 12 | Portugal      | Raquel Tavares i Armando Tinita          | Fusió de Rumba i Tango                                           | 8       | 61    |
| 13 | Polònia       | Edyta Herbuś i Marcin Mroczek            | Fusió de Rumba i Txa-txa-txa amb música moderna Jazz             | 1       | 154   |
| 14 | Ucraïna       | Lilia Podkopayeva i Kirilo Hitrov        | Jive amb elements de Rock and roll i música nacional ucraïnesa   | 3       | 119   |

## Bakú 2009
El 2 de febrer de 2009 a Ginebra (Suïssa), l'organització va anunciar que el proper país amfitrió per realitzar el Festival de Ball d'Eurovisió seria l'Azerbaidjan.
L'esdeveniment es realitzaria, al principi, al setembre de 2009 al Complex Esportiu i de Concerts Heydər Əliyev de Bakú. No obstant això, la UER va decidir posposar el festival, en primer lloc, a la tardor de 2010 i després, fins a 2011 a causa del baix nombre de països interessats a participar. Finalment, l'edició va ser cancel·lada.

## Altres festivals semblants
En 2007 es va celebrar a Mèxic el Primer Campionat Mundial de Ball amb la participació de l'Argentina, Colòmbia, Costa Rica, Equador, Eslovàquia, Mèxic, Panamà, Paraguai i Romania. La segona edició es va dur a terme en 2010 amb la incorporació dels Estats Units d'Amèrica, Espanya, França, el Perú, Sud-àfrica i Anglaterra. Costa Rica, Equador, Eslovàquia, Panamà i Paraguai no hi van participar en aquesta ocasió.
El concurs prové del programa Bailando por un sueño.